# Saint-Germain-de-Prinçay

Saint-Germain-de-Prinçay este o comună în departamentul Vendée, Franța. În 2009 avea o populație de 1,482 de locuitori.